# Incestophantes incestus
Incestophantes incestus är en spindelart som först beskrevs av Ludwig Carl Christian Koch 1879.  Incestophantes incestus ingår i släktet Incestophantes och familjen täckvävarspindlar. Inga underarter finns listade i Catalogue of Life.